# L'Ombilic des limbes
L'Ombilic des limbes est un livre publié par Antonin Artaud (1896-1948) en 1925. Écrit dans la foulée de l'adhésion de l'auteur au surréalisme, il est considéré comme une des œuvres marquantes de la littérature surréaliste.

## Contexte
En 1946, Antonin Artaud décrit son entrée en littérature ainsi : « J'ai débuté en littérature en écrivant des livres pour dire que je ne pouvais rien écrire du tout, ma pensée quand j'avais quelque chose à dire ou à écrire était ce qui m'était le plus refusé... Et deux très courts livres roulent sur cette absence d'idée : L'Ombilic des limbes et Le Pèse-nerfs ».
Sa véritable entrée en littérature commence dans les années 1924-1925, période de ses premiers contacts avec la NRF et de sa Correspondance avec Jacques Rivière qui est publiée en 1924. Jacques Rivière a refusé les poèmes d’Artaud, et c’est à partir de ce refus que s’est établie cette correspondance entre les deux hommes. Cette première publication fait apparaître le rôle très particulier que l’écriture épistolaire joue dans toute l’œuvre d’Artaud. La critique littéraire s’accorde à trouver les poèmes refusés assez conventionnels, tandis que les lettres témoignent, par leur justesse de ton, de la sensibilité maladive d’Artaud que l’on retrouve même dans les plus courts billets et aussi dans ses lettres à Génica, et ses lettres au docteur Toulouse. L'édition Poésie/Gallimard de 1968 intitulée L'Ombilic des limbes choisit ainsi de publier ce texte aux côtés de la correspondance avec Jacques Rivière et du Pèse-Nerfs, instituant une continuité de fait entre ces trois textes situés à la même période. Dans sa préface à cette édition, Alain Jouffroy justifie ce lien par l'unité d'une même démarche : montrer clairement « l'effroyable maladie de l'esprit » vécue par l'auteur.

## Contenu
La première phrase indique : « Là où d'autres proposent des oeuvres, je ne prétends pas autre chose que de montrer mon esprit ». Le texte marque en effet par sa pluralité et par une apparence disparate : textes en prose, textes en vers, deux lettres, une saynète de théâtre pour terminer. Artaud n'a ainsi pas suivi le conseil de Jacques Rivière, qui voulait qu'il écartât les images et traits divergents pour former des poèmes harmonieux et cohérents. Cependant, le désordre ne vaut pas pour lui-même : il est pour Artaud un moyen d'aller chercher de nouvelles idées, de nouvelles formes. 

## Éditions
- Nouvelle Revue Française, Paris, 1925.
- Gallimard, coll. "Poésie/Gallimard", 1968, préface d'Alain Jouffroy.